# Çayıroluğu, Zile
Çayıroluğu là một xã thuộc huyện Zile, tỉnh Tokat, Thổ Nhĩ Kỳ. Dân số thời điểm năm 2011 là 52 người.